# 혈류 (영화)
혈류는 1972년 공개된 대한민국의 영화이다.

## 배역
- 신성일
- 나하영
- 하용수